# Rudolph Fisher
Rudolph John Chauncey Fisher (Washington, D.C., 9 de maio de 1897 – Nova Iorque, 26 de dezembro de 1934) foi um médico, radiologista, escritor, dramaturgo e músico norte-americano. 
Associado ao movimento do Renascimento do Harlem, Rudolph escrevia histórias com protagonistas negros e seu livro The Conjure Man Dies (A morte do adivinho) , publicado em 1932, é considerado o primeiro thriller escrito por um afro-americano. Ele também foi o primeiro artista do Renascimento do Harlem a chegar à mídia branca especializada, discutindo a dinâmica e os relacionamentos entre negros e brancos que vivem no Harlem em seus livros. Este conflito racial foi um tema central em muitas de suas obras.

## Biografia
Rudolph nasceu em 1897, em Washington, D.C., mas cresceu em Providence, em Rhode Island. Seu pai era John Wesley Fisher, pastor batista e sua mãe era Glendora Williamson Fisher. Rudolph era o filho mais novo e tinha mais dois irmãos mais velhos. Rudolph se formou no ensino médio, em 1915, com honras e ingressou na Universidade Brown, onde estudou literatura e biologia, obtendo um bacharelado em artes em 1919. O mestrado na mesma área foi obtido no ano seguinte.
Em 1923, Rudolph se casou com Jane Ryder, professora e em 1925 eles tiveram um filho, Hugh. Na Universidade Howard, Rudolph estudou medicina, se especializando em radiologia, com honras, em 1924. No ano seguinte, se mudou para a cidade de Nova Iorque, onde se tornou membro do Colégio de Cirurgiões da Universidade Columbia, onde publicou vários artigos relacionados à sua pesquisa com vírus bacteriófagos e luz ultravioleta.

## Carreira
Rudolph trabalhou no Manhattan's International Hospital, ao mesmo tempo em que escrevia livros, poemas e artigos científicos sobre seus experimentos e pesquisa médica. Foi seu trabalho com medicina que o inspirou a escrever enredos de mistérios. Sua residência foi no Freedman's Hospital, em 1925 e no ano seguinte ele se mudou com a esposa para Nova Iorque. Em 1927, ele se tornaria diretor do International Hospital do Harlem, onde trabalhou como radiologista, tendo seu próprio laboratório de raios-X na cidade.

## Literatura
Sua carreira na escrita começou com artigos científicos para revistas especializadas de medicina e artigos para a revista da Associação Nacional para o Progresso de Pessoas de Cor. Seu primeiro livro, Walls of Jericho, foi lançado em 1928. Ele foi inspirado pelo desafio de um amigo de escrever um livro tratando igualmente as classes alta e baixa do Harlem negro. O romance apresenta a visão de que homens e mulheres afro-americanos podem progredir na vida se se unirem e formarem um vínculo contra séculos de opressão.
Em 1932, ele escreveu A morte do adivinho, primeiro livro com um detetive negro, bem como o primeiro livro com personagens majoritariamente negros. Tal como o primeiro livro, este também se passa no Harlem. Ele também escreveu dois contos nesta época. O primeiro, "City of Refuge", publicado na revista Atlantic Monthly, em fevereiro de 1925, e o segundo "Vestiges", publicado em uma antologia organizada por Alain LeRoy Locke. Os dois contos demonstram a vida cotidiana e eventos que ocorreram durante o Renascimento do Harlem.
Seu último trabalho publicado, "Miss Cynthie", foi publicado em uma revista em 1933, e fala de uma migrante do sul do país, a senhorita Cynthie, que se muda para o Harlem para conhecer seu neto bem-sucedido. Ao longo de sua carreira, Rudolph teve interesse no Pan-africanismo, movimento que visa encorajar e fortalecer a unidade de todos os afro-americanos, que começou por volta de 1900.

## Morte
Rudolph morreu em 26 de dezembro de 1934, na cidade de Nova Iorque, aos 37 anos, devido a um câncer abdominal. Ele foi sepultado no Cemitério de Woodlawn, no Bronx.

## Publicações

### Contos
- "The City of Refuge". The Atlantic, fevereiro de 1925.
- "The South Lingers On". Survey Graphic, março de 1925.
- "Vestige". The New Negro: An Interpretation, 1925.
- "Ringtail". The Atlantic Monthly, maio de 1925.
- "High Yaller". The Crisis]', outubro de 1925.
- "The Promised Land". The Atlantic Monthly, janeiro de 1927.
- "The Backslider". McClure's, agosto de 1927.
- "Blades of Steel". The Atlantic Monthly, agosto de 1927.
- "Fire by Night". McClure's, dezembro de 1927.
- "Common Meter". Baltimore Afro-American, fevereiro de 1930.
- "Dust". Opportunity, fevereiro de 1931.
- "Ezkiel". Junior Red Cross News, março de 1932.
- "Ezkiel Learns". Junior Red Cross News, fevereiro de 1933.
- "Guardian of the Law". Opportunity, março de 1933.
- "Miss Cynthie". Story, junho de 1933.
- "John Archer's Nose". Metropolitan Magazine, janeiro de 1935.

### Livros
- The Walls of Jericho (1928)
- The Conjure Man Dies: A Mystery Tale of Dark Harlem (1932), lançado no Brasil como "A morte do adivinho" (2023)

### Ensaios
- "Action of Ultraviolet Light upon Bacteriophage and Filterable Viruses". Proceedings of the Society of Experimental Biology and Medicine 23. (1926).
- "The Caucasian Storms Harlem". The American Mercury 11 (1927).
- "The Resistance of Different Concentrations of a Bacteriophage of Ultraviolet Rays". Journal of Infectious Diseases 40 (1927).